# Stone Sour (album)
Stone Sour è il primo album in studio del gruppo musicale statunitense omonimo, pubblicato il 27 agosto 2002 dalla Roadrunner Records.

## Antefatti e pubblicazione
Nel 2000 Josh Rand contattò Corey Taylor (dopo che quest'ultimo concluse il tour giapponese con gli Slipknot) sul materiale a cui lavorò negli anni precedenti. Il duo scrisse 14 canzoni e cominciarono a lavorare su qualche demo in studio di registrazione. Taylor affermò di essere arrivato a un punto in cui disse a Rand: «Penso che dovremo mettere insieme un vero gruppo, perché tutto questo che stiamo realizzando è molto serio!»"
Dopo aver arruolato Joel Ekman alla batteria e ripreso i precedenti membri Shawn Economaki e Jim Root, il gruppo iniziò a lavorare sull'album presso i Catamount Studios di Cedar Falls, nell'Iowa. Prima della pubblicazione dell'album, il gruppo provò a utilizzare nomi differenti per nominare il gruppo (in particolare il nome Superego), ma giunsero alla decisione di utilizzare il nome originario Stone Sour.

## Promozione
Poco prima che l'album venisse pubblicato, il brano Bother fu inserito nella colonna sonora del film Spider-Man; tuttavia esso venne accreditato al solo Corey Taylor. In supporto all'album, gli Stone Sour pubblicarono in veloce successione il singolo promozionale Get Inside e la già citata Bother. Il terzo singolo estratto dall'album, Inhale, fu pubblicato agli inizi del 2003 e poco dopo fu pubblicato il brano inedito Inside the Cynic nella colonna sonora del film Freddy vs. Jason.
Tra ottobre e novembre 2002 gli Stone Sour, insieme ai Chevelle e ai Sinch, svolsero negli Stati Uniti d'America un tour in supporto all'album. Nell'anno successivo il gruppo continuò l'attività dal vivo, includendo un tour europeo insieme ai Saliva, un tour americano con i Powerman 5000, alcune apparizioni a festival europei, e un tour nel Regno Unito con i Murderdolls.
Il 21 ottobre 2003 fu pubblicata un'edizione speciale dell'album, la quale presenta la medesima copertina della versione standard ma con i colori invertiti. Questa versione contiene cinque brani inediti (tra cui Inside the Cynic) e un DVD con i videoclip dei tre singoli estratti.
Nel 2018, in occasione del Black Friday Record Store Day, il gruppo ha pubblicato l'edizione rimasterizzata dell'album in formato vinile, comprensivo di un CD bonus contenente la registrazione del concerto tenuto all'House of Brick di Des Moines nel 2002.

## Tracce
Testi e musiche di Stone Sour, eccetto dove indicato.
1. Get Inside – 3:13
2. Orchids – 4:24
3. Cold Reader – 3:41
4. Blotter – 4:02
5. Choose – 4:17
6. Monolith – 3:45
7. Inhale – 4:25
8. Bother – 4:00 (Corey Taylor)
9. Blue Study – 4:37
10. Take a Number – 3:42
11. Idle Hands – 3:57
12. Tumult – 4:03 (testo: Stone Sour, Ryan Weeder)
13. Omega – 2:56

Traccia multimediale
1. Get Inside (Video)

Tracce bonus nell'edizione giapponese
1. Inside the Cynic – 3:24
2. Get Inside (Video)

Contenuto bonus nell'edizione speciale
- CD

1. Rules of Evidence – 3:44
2. The Wicked – 4:55
3. Inside the Cynic – 3:24
4. Kill Everybody – 3:26
5. Road Hogs – 3:53

- DVD

1. Bother (Video) (Corey Taylor)
2. Get Inside (Video)
3. Inhale (Video)

Live at the House of Bricks - December 7, 2002 – CD bonus nella riedizione nel 2018
1. Intro (Superego) – 1:29
2. Get Inside – 3:07
3. Orchids – 4:22
4. The Wicked – 4:48
5. Idle Hands – 3:45
6. Choose – 4:06
7. Rules of Evidence – 2:40
8. Inhale – 5:17
9. Blue Study – 4:25
10. Cold Reader – 3:36
11. Blotter – 3:35
12. Monolith – 3:44

## Formazione
Gruppo
- Corey Taylor – voce
- James Root – chitarra
- Josh Rand – chitarra, basso (tracce 17 e 18)
- Shawn Economaki – basso
- Joel Ekman – batteria

Altri musicisti
- Sid Wilson – giradischi (tracce 2, 3 e 6)
- Denny Gibbs – organo Hammond (tracce 7 e 15)
- Dan Spain – batteria (tracce 17 e 18)

## Classifiche
| Classifica (2002)          | Posizione massima |
| -------------------------- | ----------------- |
| Francia                    | 131               |
| Germania                   | 94                |
| Regno Unito                | 41                |
| Regno Unito (rock & metal) | 5                 |
| Stati Uniti                | 46                |